# Amyema gaudichaudii
Amyema gaudichaudii är en tvåhjärtbladig växtart som först beskrevs av Dc., och fick sitt nu gällande namn av Tieghem. Amyema gaudichaudii ingår i släktet Amyema och familjen Loranthaceae. Inga underarter finns listade i Catalogue of Life.